# Pseudevirchoma antennata
Pseudevirchoma antennata là một loài tò vò trong họ Ichneumonidae.